# Вагенинген (Суринам)
Вагенинген (нидерл. Wageningen) — город на северо-западе Суринама, расположенной в прибрежной зоне округа Никкери. По статистическим данным на 2012 год население составляет 4765 чел. Город является сельскохозяйственным и курортным центром.

## Описание
Город Вагенинген находится примерно в 54 километрах от Ньив-Никкери, главного города округа Никкери и 203 км от Парамарибо, столицы Суринама.
Вагенинген крупный сельскохозяйственный центр Суринама. Рисоводство является основным профилем сельского хозяйства в данном регионе. Город стоит на реке Никкери на берегу которой построен порт. Существует также взлетно — посадочная полоса для небольших самолетов. В Вагенингене есть отделение полиции, административные здание и больница.